# Neuroquímica

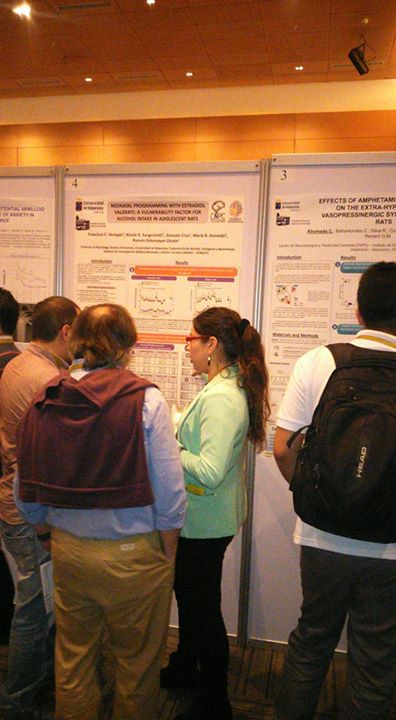
Enseñanza de la neurológica en el Laboratorio de Neuroquímica y Neurofarmacología de Copiapó-Chile

La neuroquímica es el estudio específico de las sustancias químicas que incluyen los neurotransmisores y otras moléculas como drogas psicoactivas que influyen en las neuronas.
La función del cerebro para llevar a cabo todas sus actividades y controlar todas las funciones corporales se basa en la síntesis y liberación de un gran número de sustancias químicas, de las que la neuroquímica todavía no tiene un conocimiento total. Entre ellas se encuentran hormonas, neurotransmisores, proteínas, péptidos etc., que son los que permiten la fisiología cerebral. Esta línea de investigación es la más reciente del cuerpo académico.
En los últimos años se estuvo estudiando las sustancias químicas en regiones específicas del cerebro, fundamentalmente basando nuestros estudios en el cerebelo, que es la región encargada del control de los movimientos corporales. Es decir, tiene una participación importante en la neurología de la conducta.

## Historia
En 1950, la neuroquímica se convirtió en una disciplina de investigación científica muy reconocida. La fundación de la neuroquímica se remonta a una serie de «Simposios Internacionales Neuroquímicos», de los cuales el primer volumen del simposio publicado en 1954 se tituló Bioquímica del desarrollo del sistema nervioso. Estas reuniones condujeron a la formación de la Sociedad Internacional de Neuroquímica y la Sociedad Americana de Neuroquímica. En las primeras reuniones se discutió la naturaleza tentativa de posibles sustancias neurotransmisoras como la acetilcolina, histamina y serotonina. Ya para el año 1972 las ideas eran más concretas. De esta manera, neuroquímicos tales como norepinefrina, dopamina y serotonina fueron clasificados como «neurotransmisores putativos en ciertas vías neuronales en el cerebro». 45678